# چو یو-مین
چو یو-مین (انگلیسی: Cho Yu-min؛ زادهٔ ۱۷ نوامبر ۱۹۹۶) بازیکن فوتبال اهل کره جنوبی است.که در باشگاه فوتبال الشارجه در پست مدافع بازی می‌کند.
از باشگاه‌هایی که در آن بازی کرده‌است می‌توان به باشگاه فوتبال سوون اشاره کرد.
وی همچنین در تیم‌های ملی فوتبال زیر ۲۳ سال کره جنوبی و کره جنوبی بازی کرده‌است.
وی در مسابقات کشوری و بین‌المللی در مجموع برندهٔ ۱ مدال طلا شده‌است.